# Tönne Eriksson (Tott)
Tönne Eriksson (Tott), död januari 1522 i Åbo, var en svensk hövitsman.

## Biografi
Tönne Eriksson (Tott) var son till Erik Åkesson (Tott) och Berta Moltke. Han nämns första gången 1490 och var då hövitsman på Raseborg. Tönne Eriksson var 1520 hövitsman på Viborgs slott och Nyslott. Han avrättades i januari 1522 på Åbo slott.

### Familj
Tönne Eriksson gifte sig första gången med Karin Nilsdotter, dotter till riddaren och riksrådet Nils Fadersson (Sparre av Hjulsta och Ängsö) och Kristina Nilsdotter (Oxenstierna). De fick tillsammans dottern Anna Tönnesdotter (Tott).
Han gifte sig andra gången med Hillevi Axelsdotter (Brahe), dotter till danska riksrådet Axel Pedersen Brahe och Marine Tygedotter (Lunge). Hillevi Axelsdotter var änka efter riksrådet Bengt Fadersson (Sparre av Hjulsta och Ängsö).
Tönne Eriksson gifte sig tredje gången 1512 med Karin Eriksdotter (Bielke), dotter till riddaren och riksrådet Erik Turesson (Bielke) och Gunilla Johansdotter (Bese). De fick tillsammans Ingeborg Tönnedotter som var gift med lagmannen Jöns Knutsson (Kurck), Axel Tönnesson, Metta Tönnedotter som var gift med Jöran Hansson, häradshövdingen Erik Tönnesson (Tott) (död 1570) i Seminghundra härad och en son.